# Jasper (Alabama)
Jasper è una città degli Stati Uniti d'America, capoluogo della contea di Walker dello Stato dell'Alabama.